# 西台 (板橋区)
西台（にしだい）は、東京都板橋区の町名。現行行政地名は西台一丁目から西台四丁目。全域で住居表示が実施されている。

## 地理
板橋区中央部やや西に位置する。北で高島平、北東で蓮根、東で若木、南で練馬区北町、西で徳丸に接する。町域の北辺を首都高速道路5号池袋線の高架橋、西辺を環八、南側（象の鼻のような部分）を東武東上線の線路で画する。最寄り駅は東武練馬駅、西台駅、蓮根駅など。坂が多くあり、概ね住宅地である。西台公園(アスレチック公園)が知られている。

### 日本郵便
- 集配担当する郵便局と郵便番号は以下の通りである[8]。

| 丁目           | 郵便番号 | 郵便局       |
| -------------- | -------- | ------------ |
| 西台一丁目     | 174-0045 | 板橋北郵便局 |
| 西台二〜四丁目 | 175-0045 | 板橋西郵便局 |

## 歴史
廃藩置県実施前は武蔵国豊島郡西台村。

### 沿革
- 1513年（永正10年）：多田彦六老母寄進状写（円福寺所蔵）に「西代」の地名が記される（文献初出）。
- 1871年（明治4年）11月：浦和県（現埼玉県）から東京府に編入。大区小区制実施。
- 1878年（明治11年）：郡区町村編制法により北豊島郡が設置され、東京府北豊島郡西台村となる。
- 1889年（明治22年）4月1日：市制町村制施行により志村と合併、東京府北豊島郡志村大字西台となる。
- 1932年（昭和7年）10月1日：東京府内市郡併合による板橋区発足に伴い、東京府東京市板橋区志村西台町となる（1943年8月1日 東京都制施行）。
- 1955年（昭和30年）：東京都立志村高等学校開校。
- 1963年（昭和38年）：住居表示実施に伴い、志村西台町と志村中台町の一部区域が西台一丁目に再編される。[9]
- 1968年（昭和43年）：住居表示実施に伴い、志村西台町、徳丸町、徳丸本町の一部地域が西台二～四丁目に再編される。[9]
  - この時に、志村西台町北部（荒川低地地域）は高島平に編入された。現在でも板橋区立西台中学校（高島平一丁目）、都営地下鉄三田線西台駅（高島平九丁目）、西台橋（高島平九丁目）などに西台の名が残る。
- 1977年（昭和52年）8月19日：首都高速道路5号池袋線の北池袋出入口 - 高島平出入口が開通する。
- 2006年（平成18年）5月28日：東京都道311号線（環八通り）の環八高速下 - 練馬区北町川越街道交差点間が開通する。
- 2007年（平成19年）3月：東京都立志村高等学校閉校。

### 地名の由来
上記の多田彦六老母寄進状写のほか、志村の台地にある志村城から見て最も西側に見える台地を「西台」と称したことに由来する。

## 世帯数と人口
2025年（令和7年）3月1日現在（板橋区発表）の世帯数と人口は以下の通りである。
| 丁目       | 世帯数    | 人口     |
| ---------- | --------- | -------- |
| 西台一丁目 | 1,577世帯 | 2,938人  |
| 西台二丁目 | 2,075世帯 | 4,103人  |
| 西台三丁目 | 1,940世帯 | 3,739人  |
| 西台四丁目 | 1,075世帯 | 2,235人  |
| 計         | 6,667世帯 | 13,015人 |

### 人口の変遷
国勢調査による人口の推移。
| 年                 | 人口   |
| ------------------ | ------ |
| 1995年（平成7年）  | 11,198 |
| 2000年（平成12年） | 11,486 |
| 2005年（平成17年） | 11,921 |
| 2010年（平成22年） | 12,389 |
| 2015年（平成27年） | 12,851 |
| 2020年（令和2年）  | 13,058 |

### 世帯数の変遷
国勢調査による世帯数の推移。
| 年                 | 世帯数 |
| ------------------ | ------ |
| 1995年（平成7年）  | 4,368  |
| 2000年（平成12年） | 4,603  |
| 2005年（平成17年） | 5,000  |
| 2010年（平成22年） | 5,250  |
| 2015年（平成27年） | 5,662  |
| 2020年（令和2年）  | 5,998  |

## 学区
区立小・中学校に通う場合、学区は以下の通りとなる（2021年8月時点）。
| 丁目       | 番地                  | 小学校                 | 中学校             |
| ---------- | --------------------- | ---------------------- | ------------------ |
| 西台一丁目 | 2 - 3番 7 - 9番       | 板橋区立若木小学校     | 板橋区立中台中学校 |
| 西台一丁目 | 1番 4 - 6番 10 - 52番 | 板橋区立志村第五小学校 | 板橋区立西台中学校 |
| 西台二丁目 | 全域                  | 板橋区立志村第五小学校 | 板橋区立西台中学校 |
| 西台三丁目 | 全域                  | 板橋区立志村第五小学校 | 板橋区立西台中学校 |
| 西台四丁目 | 5 - 9番               | 板橋区立徳丸小学校     | 板橋区立西台中学校 |
| 西台四丁目 | 1 - 4番               | 板橋区立徳丸小学校     | 板橋区立中台中学校 |

## 産業

### 事業所
2021年（令和3年）現在の経済センサス調査による事業所数と従業員数は以下の通りである。
| 丁目       | 事業所数  | 従業員数 |
| ---------- | --------- | -------- |
| 西台一丁目 | 66事業所  | 552人    |
| 西台二丁目 | 101事業所 | 705人    |
| 西台三丁目 | 81事業所  | 789人    |
| 西台四丁目 | 58事業所  | 722人    |
| 計         | 306事業所 | 2,768人  |

### 事業者数の変遷
経済センサスによる事業所数の推移。
| 年                 | 事業者数 |
| ------------------ | -------- |
| 2016年（平成28年） | 294      |
| 2021年（令和3年）  | 306      |

### 従業員数の変遷
経済センサスによる従業員数の推移。
| 年                 | 従業員数 |
| ------------------ | -------- |
| 2016年（平成28年） | 2,477    |
| 2021年（令和3年）  | 2,768    |

## 交通

### 鉄道
町域に駅は存在しないが、以下の路線・駅が利用可能である。
- 東京都交通局
  - 都営地下鉄三田線：蓮根駅（蓮根二丁目）・西台駅（高島平九丁目）
    - 「西台駅」という命名は、駅建設計画当時その用地が「志村西台町」に属したことによる。
- 東武鉄道
  - 東武東上線：東武練馬駅（徳丸二丁目）

### バス
- 国際興業バス　※出入庫に伴う区間運行系統は省略。
  - 環八高速下（旧称・志村高校裏）・西台交差点南（旧称・志村高校前）：赤56　志村坂上経由赤羽駅西口行き・高島平操車場行き
  - 大東文化大学：赤02　赤羽駅西口行き・成増駅北口行き
  - 西台一丁目・南西台（みなみにしだい）・西台都営住宅・西台三丁目：東練05　西台駅経由浮間舟渡駅行き・東武練馬駅行き
  - 徳丸六丁目：東練01　高島平駅経由浮間舟渡駅行き・東武練馬駅行き
  - 西台公園：赤01　赤羽駅西口行き・平和台駅経由練馬駅行き

### 道路
- 首都高速5号池袋線 - 町域内に出入口はない。
- 東京都道311号環状八号線（環八通り）
- 東京都道446号長後赤塚線
- 西徳通り
- 西台中央通り
- 不動通り
- 源平坂：国際興業バス志村高校前（現・西台交差点南）停留所から志村高校に向かう急勾配の上り坂。

## 施設
1970年代頃からアスレチックを楽しめる森として「西台公園」が知られていて、広域から訪問者がある。
- 板橋区立西台公園 - 丘の森のなかにある公園。アスレチック公園として知られる。
- 板橋区立西台図書館
- 志村警察署西台交番
- 板橋西台郵便局
- 板橋区立志村第五小学校
- 東京都立志村学園
- 西徳第二公園
- 善長寺 - 曹洞宗の仏教寺院。山号は福寿山。12月酉の市（熊手市）が行われる。
- 円福寺 - 曹洞宗の仏教寺院。西台山不動尊はここに属する。
  - 西台山不動尊
- 信泉寺 - 本門佛立宗の仏教寺院。
- 功泉湯 - 公衆浴場。